# Bergbahnen Meiringen-Hasliberg
Die Bergbahnen Meiringen-Hasliberg AG betreibt 14 Seilbahnanlagen, fünf Bergrestaurationen und zwei Hotels im Ski- und Wandergebiet Meiringen-Hasliberg. Dieses liegt zwischen Meiringen und dem Brünigpass auf dem Gemeindegebiet von Hasliberg und Meiringen im Kanton Bern, Schweiz.

## Sommerbahnen

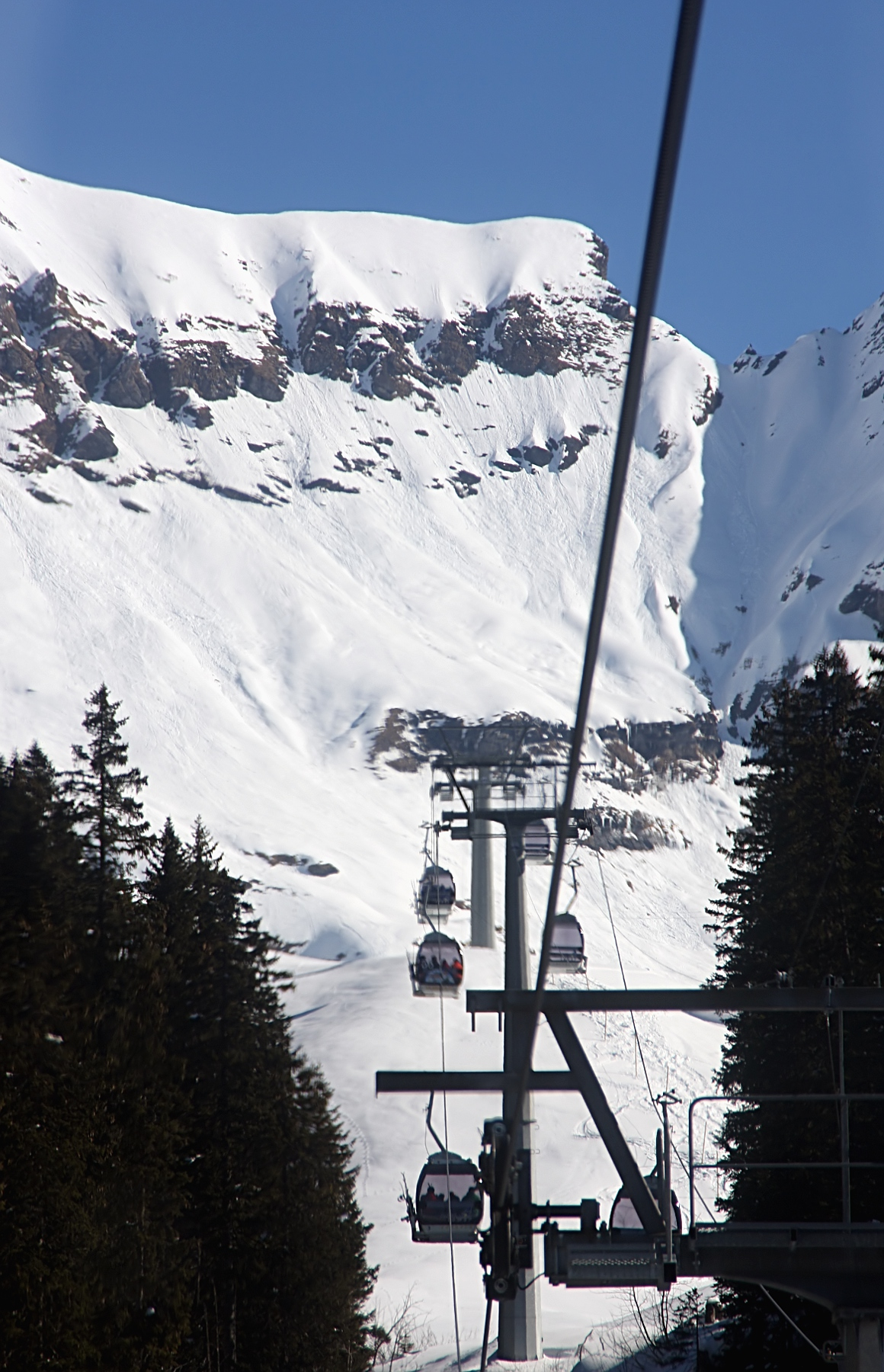
Gondelbahn Bidmi-Mägisalp

Im Sommerbetrieb werden folgende Bahnen betrieben:

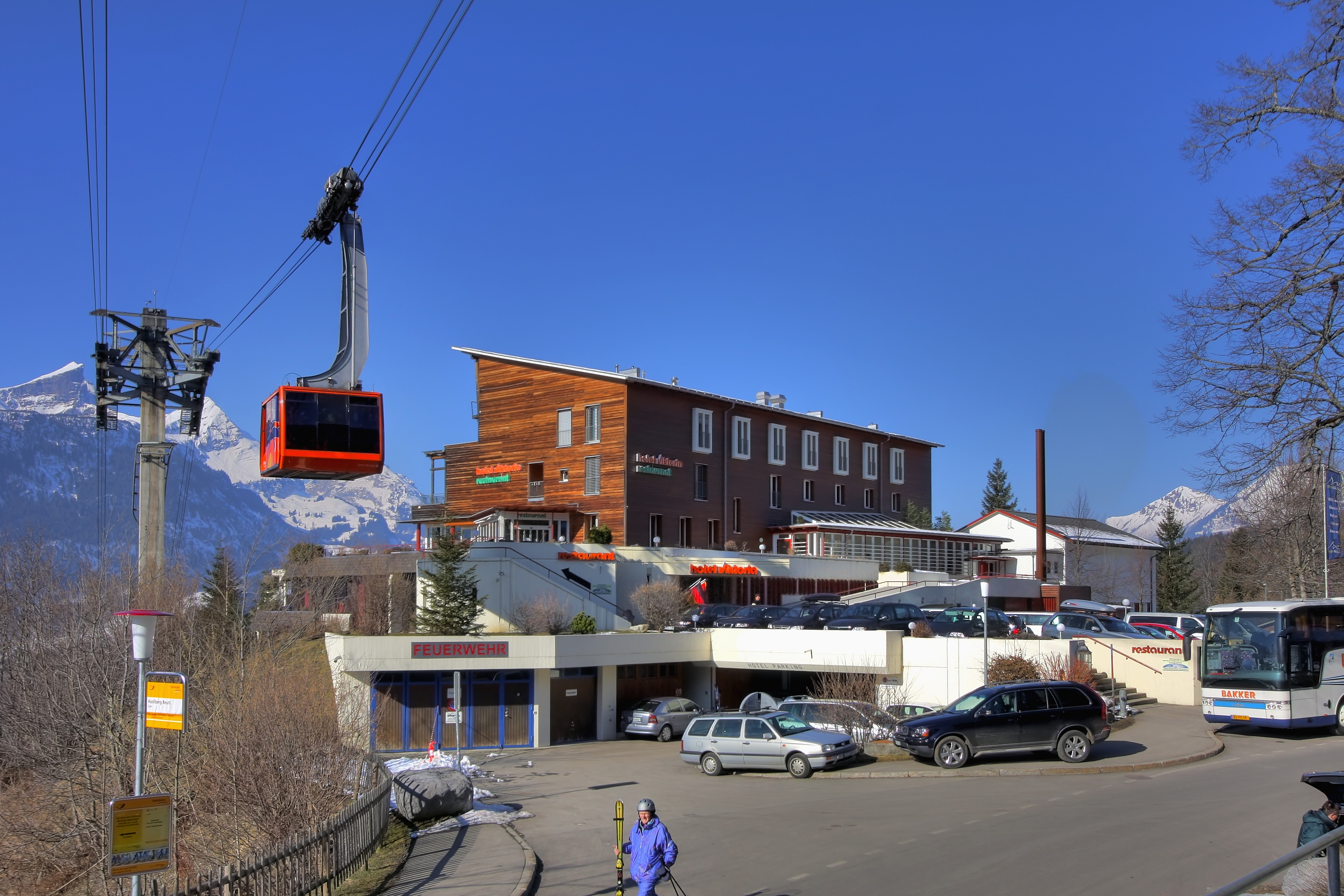
Luftseilbahn Meiringen-Hasliberg Reuti

- Luftseilbahn Meiringen–Hasliberg Reuti (für 80 Personen)
- 8-er Gondelbahn Hasliberg-Reuti–Bidmi–Mägisalp
- 8-er Gondelbahn Mägisalp–Planplatten Alpen Tower
- 6-er Gondelbahn Twing–Lischen–Käserstatt

Die Bahnen präparieren im Sommer etwa 20 Wanderwege, darunter die zwei offiziellen Wege zum Buch Muggestutz und ein Moorlehrpfad.

## Winterbahnen
In dem Skigebiet verkehren aktuell zu den Sommerbahnen in der Skisaison zusätzlich:
- 4-er Sesselbahn Mägisalp–Hääggen
- 4-er Sesselbahn Hääggen–Glogghüs
- 6-er Sesselbahn Bidmi–Käserstatt
- 6-er Sesselbahn Käserstatt–Hochsträss
- Skilift Spycher
- Skilift Tschuggi
- Skilift Balisalp–Käserstatt
- Skilift Käserstatt–Hohbiel
- sowie zwei kleiner Skilifte in der Käserstatt und auf der Mägisalp

## Schneesport
Im Winter stehen 20 Abfahrten und vier Talabfahrten zur Verfügung. Davon sind 8 leichte, 12 mittlere und 4 schwierige Pisten.
An Silvester und freitagabends zwischen Mitte Januar und Mitte März bietet das Skigebiet eine Mischung an Nachtangeboten an. Dazu gehört eine ca. 4,5 km lange beleuchtete Nachtskiabfahrt (Piste Nummer 14 und 23 von Mägisalp nach Reuti), welche die längste Nachtskipiste der Schweiz ist. Für Schlittenfahrer gibt es eine unbeleuchtete Schlittenstrecke von Mägisalp nach Bidmi.
Es gibt acht empfohlene Winterwanderwege, vier Schlittelwege, eine klassische und Freistil-Langlaufloipe und das Skihäsliland in der Bidmi. Im Skihäsliland lernen die jüngsten Skifahrer das Skifahren. Das Skihäsliland wird von der Ski- und Snowboardschule betrieben.

## Geschichte
Das Gebiet wurde 1959 mit dem Bau einer 4er Gondelbahn von Wasserwendi nach Käserstatt, welche 1960 eröffnete, erstmals mit Bergbahnen erschlossen.
2007 fusionierten die Meiringen-Hasliberg-Bahnen AG mit den Sportbahnen Hasliberg Käserstatt AG, mit der Hoffnung, die finanzielle Schieflage der beiden Firmen zu beheben. 
Im November 2011 konnte ein Konkurs der Bergbahnen durch die Investitionen des Autohändlers und Garagist Hanspeter Wenger sowie eines Mitinvestors knapp verhindert werden. Das Schweizer Fernsehen produzierte dazu einen Dokumentarfilm.
Seit Ende 2003 gibt es Überlegungen, das Skigebiet mittels weiterer Seilbahnanlagen mit den Skigebieten von Melchsee-Frutt und/oder Engelberg zu verbinden. Zuletzt wurden im Mai 2020 zwei Studien dazu vorgestellt.

### Eröffnungen der Seilbahnen
Angaben in chronologischer Reihenfolge:
- 1960: Gondelbahn Wasserwendi – Käserstatt (4er-Gondelbahn)
- 1961: Skilift Hohbiel
- 1967: Sessellift Käserstatt – Hochsträss (2er-Sesselbahn)
- 1973: Luftseilbahn Meiringen – Reuti
- 1973: Gondelbahn Reuti – Mägisalp (4er-Gondelbahn)
- 1973: Sessellift Mägisalp – Planplatten (2er-Sesselbahn)
- 1975: Sessellift Bidmi – Käserstatt (2er-Sesselbahn)
- 1975: Skilift Tschuggi
- 1976: Skilift Balisalp
- 1978: Skilift Spycher
- 1987: Kinderlifte Mägisalp
- 1992: Sessellift Mägisalp – Hääggen (4er-Sesselbahn)
- 1992: Sessellift Hääggen – Glogghüs (4er-Sesselbahn)
- 1996: Neubau Gondelbahn Twing – Käserstatt (6er-Gondelbahn)
- 1996: Skilift Winterhalde (2013 stillgelegt)
- 1998: Neubau Gondelbahn Mägisalp – Alpen tower (8er-Gondelbahn)
- 2001: Neubau Sessellift Käserstatt – Hochsträss (6er-Sesselbahn)
- 2005: Neubau Gondelbahn Reuti – Bidmi – Mägisalp (8er-Gondelbahn)
- 2013: Neubau Sessellift Bidmi – Käserstatt (6er-Sesselbahn)
- 2013: Neubau Zubringerlifte Mägisalp